# Presa de la Boquilla
La Presa de La Boquilla, también llamada Lago Toronto, es una presa ubicada en el cauce del Río Conchos en el municipio de San Francisco de Conchos, Chihuahua.  En 1910, en pleno periodo de la Revolución en el país, se comenzó la construcción de la presa La Boquilla sobre el río Conchos, en el estado de Chihuahua, y fue terminada en 1916, por la Compañía Agrícola y de Luz y Fuerza Eléctrica del Conchos, con el propósito de generar energía eléctrica.
Cuenta con una central hidroeléctrica con capacidad de 25 megawatts y tiene una capacidad de 2,903 hectómetros cúbicos.

## Inundaciones
- En 1917 ocurre su primer desbordamiento, apenas a un año de haber concluido las obras de construcción.[cita requerida]
- En 1991 se desbordó ocasionando muchos destrozos en Camargo y Jiménez.[cita requerida]
- En 2008 La presa se desbordó ocasionando inundaciones en varias poblaciones del centro y sur del estado de Chihuahua, ocasionando el cierre de la carretera Camargo-Boquilla.[4]